# Коркина
Коркина е село в Западна България. То се намира в община Бобов дол, област Кюстендил.

## География
Село Коркина се намира в района на Конявска планина.

## История

### Личности

#### Родени в Коркина
- Димитрий Михайлов – Казак (1835 – 1902), кмет на Дупница

## Население
Численост и дял на етническите групи според преброяването на населението през 2011 г.:
|                     | Численост | Дял (в %) |
| Общо                | 175       | 100,00    |
| Българи             | 174       | 99,42     |
| Турци               | 0         | 0,00      |
| Цигани              | 0         | 0,00      |
| Други               | 0         | 0,00      |
| Не се самоопределят | 0         | 0,00      |
| Неотговорили        | 1         | 0,57      |

## Природни забележителности
- Връх Голак – на върха открай време има камък с издялан кръст и се смята за свещено място. В по-ново време е издигнат голям метален кръст. В самото подножие на върха се провежда селския събор всяка година на Илинден.

## Редовни събития
- Събор – всяка година на Илинден се прави с жива музика в двора на училището.